# Jesús Valenciano García
Jesús Alberto Valenciano García (Delicias, Chihuahua; 28 de diciembre de 1980) es un empresario y político chihuahuense, miembro del Partido Acción Nacional. 

## Biografía
Ingeniero industrial de profesión por el Instituto Tecnológico de Delicias. Obtuvo una Maestría en Administración por la Universidad Autónoma de Chihuahua. Como "empresario" ha sido director de la Asociación de Fabricantes de Muebles de Delicias. Director de CANACINTRA Delicias y Fundador de J-4, Grupo Empresarial San Pedro y San Pablo. De 2010 a 2012 fue Secretario Particular del presidente municipal de Delicias, Mario Mata Carrasco, quien luego le nombró director de Desarrollo Social. En 2013 resultó elegido como Regidor para integrar al H. Ayuntamiento del municipio de Delicias en el período 2013 y 2016, solicitando licencia a dicho cargo para convertirse en el candidato del Partido Acción Nacional a la diputación del Distrito electoral local 19 de Chihuahua que comprende los municipios de Delicias y Rosales, ganando la elección para integrar la LXV Legislatura. Luego, en 2018, su partido le da la confianza y en una siguiente elección logra convertirse en el primer diputado local reelecto por ese mismo distrito. Es militante activo del Partido Acción Nacional. También perteneció a Active 20-30 Club logrando casi todos los cargos hasta alcanzar la presidencia internacional. Fue además Coordinador Estatal de Regidores del Partido Acción Nacional de Chihuahua, y como diputado local fue Vicepresidente zona norte de la Comisión Permanente de Congresos Locales que aglutina a legisladores de todos los partidos..
Desde el 6 de junio del 2021 es el presidente municipal electo de la Ciudad de Delicias, Chihuahua, cargo que desempeñará desde septiembre de 2021 a septiembre de 2024